# Среднедорожное
Среднедорожное — село в Горшеченском районе Курской области России. Входит в состав Среднеапоченского сельсовета.

## География
Село находится в восточной части Курской области, в лесостепной зоне, в пределах юго-западной части Среднерусской возвышенности, преимущественно на левом берегу реки Дорожная, на расстоянии примерно 29 километров (по прямой) к западу-юго-западу (WSW) от посёлка городского типа Горшечное, административного центра района. Абсолютная высота — 174 метра над уровнем моря.
Часовой пояс
Село Среднедорожное, как и вся Курская область, находится в часовой зоне МСК (московское время). Смещение применяемого времени относительно UTC составляет +3:00.

## Население
| 2002 | 2010 |
| ---- | ---- |
| 353  | ↘227 |

Гендерный состав
По данным Всероссийской переписи населения 2010 года в гендерной структуре населения мужчины составляли 45,4 %, женщины — соответственно 54,6 %.
Национальный состав
Согласно результатам переписи 2002 года, в национальной структуре населения русские составляли 99 % из 353 чел.

## Улицы
Уличная сеть села состоит из 12 улиц.